# Такета
Такета (яп. 竹田市) — місто в префектурі Оїта, Японія.
Засноване 31 березня 1954 року. Кадастрова площа 477,59 км². Населення — 20 332 осіб (на 1 жовтня 2020 року).

## Географія
Місто знаходиться на острові Кюсю. Межує з містами Оїта, Бунґо-Оно, Юфу, Асо, селищами Коконое, Мінаміоґуні, Такаморі, Такатіхо, Хінокаґе та селом Убуяма.
До складу міста увійшло село Ай (яп. 会々).

## Символіка
Символами міста є дерево клен, квітка Rhododendron kiusianum та птах очеретянка китайська.

## Населення
Щільність населення міста — 42,58 осіб/км2.
Чисельність населення міста за 1970—2020 роки:
| Рік  | Населення |
| ---- | --------- |
| 1970 | 42 873    |
| 1975 | 38 359    |
| 1980 | 36 011    |
| 1985 | 34 693    |
| 1990 | 32 398    |
| 1995 | 30 368    |
| 2000 | 28 689    |
| 2005 | 26 534    |
| 2010 | 24 423    |
| 2015 | 22 342    |
| 2020 | 20 332    |

## Відомі люди
- Хіросе Такео (1868—1904) — офіцер Імперського флоту Японії.